# Christabelle Borg
Christabelle Borg (* 1992 in Mġarr, Malta) ist eine maltesische Sängerin und Songwriterin.

## Leben
Christabelle Borg bekam seit ihrer Kindheit Gesangsunterricht sowohl von maltesischen, als auch von ausländischen Lehrern. Während ihrer Kindheit moderierte sie die beiden Fernsehsendungen Teen Trouble und Teen Traffic, welche beide für die nationalen TV-Awards nominiert waren. Sie gab Konzerte auf Malta, in Rom und in den USA. Zudem studierte sie Musik am Mount Sainte Mary’s College in Hollywood.
2013 bewarb sich die Sängerin mit dem Lied Lovetricity beim maltesischen Vorentscheid zum Eurovision Song Contest 2014, und belegte im Finale den achten Platz. 2014 bewarb sich Borg erneut mit dem Lied Rush und wurde eine der 20 Halbfinalisten. Den Wettbewerb schloss sie als zweite hinter Amber Bondin ab. 2016 bewarb sie sich mit dem Lied Kingdom erneut beim Malta Eurovision Song Contest 2016, unterlag aber dem maltesischen Superstar Ira Losco.
2018 gewann sie die maltesische ESC-Vorentscheidung und vertrat ihr Land daher mit dem Lied Taboo beim Eurovision Song Contest in Lissabon. Sie schied im zweiten Halbfinale aus.
Momentan studiert sie Rechnungswesen an der Universität Malta.

## Diskografie
Singles
- 2009: I wanna know
- 2009: Flame
- 2009: Naturally
- 2009: Everytime I bleed
- 2011: Everything about you
- 2012: Say
- 2013: Fall For You
- 2013: Bay Kids Song
- 2014: Lovetricity
- 2015: Rush
- 2016: Kingdom
- 2018: Taboo

## Auszeichnungen & Nominierungen

### Nominierungen

#### Malta Television Awards
- Teen Trouble
- Teen Traffic

### Auszeichnungen

#### Bay-Awards
- Best Solo Artist 2008, 2009, 2011, 2012, 2013
- Viewers Choice Award 2009
- Best Song Award 2009

#### Malta Music Awards
- Best R&B/Hip-Hop Artist 2008